# بوستر گلد
بوستر گلد (به انگلیسی: Booster Gold) با نام اصلی مایکل جان کارتر، یک شخصیت خیالی ابرقهرمان در کتاب‌های کامیک آمریکایی منتشر شده توسط دی‌سی کامیکس است. این شخصیت توسط دن جورگنز خلق شده‌است که برای اولین بار در شمارهٔ ۱ از مجموعه بوستر گلد (فوریه ۱۹۸۶) به عنوان یکی از اعضای تیم لیگ عدالت حضور پیدا کرد. مایکل جان کارتر در قرن ۲۵، در خانواده‌ای فقیر واقع در گاتهام سیتی متولد شد. او دارای خواهری دوقلو به نام میشل است.